# R0110燃气轮机
R0110燃气轮机是由中国航空工业第一集团公司联合清华大学，中科院，上海交通大学研制，並由中國航發黎明生產的超大型燃气轮机，被列入863计划。其输出功率可达114MW，被用在中国航空母舰以上。

## 歷史
R0110重型燃氣輪機設計與研製項目于2002年10月正式立項，是為十五計劃期间，中華人民共和國科學技術部的《863先進能源技術領域計劃》中燃氣輪機的重大專門項目課題之一。研究發展過程歷時5年，項目預算為5億人民幣，是瀋陽黎明航空發動機集團与606所、清华大学、中國科學院工程热物理研究所、上海交通大学等单位及聘請一些外國專家聯合研究製作。R0110是中國第一台自己製造的重型燃氣輪機，其製成意味著中國成為世界上第5個具備重型燃氣輪機研究製造能力的國家（美國奇異、德國西門子、日本三菱重工、意大利安薩爾多能源，美德日三強占市場96%）。
2003年，R0110燃气轮机的整體機件設計完成，并且由中華人民共和國科學技術部組織評議審理。
2004年，R0110燃气轮机的部件完成製造。同下半年开始，工艺准备和原材料订货工作已經陆续開始进行，并且完成了主要原材料订货和大量工艺准备工作。
2005年，R0110燃气轮机的廠總裝完成製造。
2006年，R0110燃气轮机的完成試驗電站的72小時的考核運行，并且由中華人民共和國科學技術部組織檢驗收取。
於2006年11月舉行的珠海航展上，瀋陽黎明航空發動機集團展厚了R0110燃气轮机的1比4模型及其部份性能參數。
2008年3月，R0110燃气轮机的整機裝配完成製造。同年4月，進行了點火實驗驗證。
2012年9月3日，根据《人民日报》报道，中国已經生产R0110重型燃气轮机。
2014年3月21日，重大专项“R0110重型燃气轮机研制与调试”顺利通过了专家组验收。

## 應用
在R0110母型机基础上，可以实现 60 兆瓦、160 兆瓦与 200 兆瓦以上系列燃氣輪機組。

## 性能參數
- 功率：R0110预期输出功率 114,500 千瓦（約合150,000 马力）[2]
- 热效率：36%[2]

## 外部連結
- （简体中文）中航工业沈阳黎明航空发动机（集团）有限责任公司
- （英文）R0110-made heavy-duty gas turbine modified to include 863 major research projects[永久]
- （英文）china threat: Chinese military aircraft carrier "heart"（页面存档备份，存于）
- （英文）China's new carrier with a displacement of 78000 tons[永久]